# Орова Вас
Орова Вас (словен. Orova Vas) — поселення в общині Ползела, Савинський регіон, Словенія. Висота над рівнем моря: 286,2 м.